# و. ويزلي بيترسون
دبليو. ويزلي بيترسون (بالإنجليزية: W. Wesley Peterson)‏ هو عالم حاسوب ورياضياتي أمريكي، ولد في 22 أبريل 1924 في مسكيغون في الولايات المتحدة، وتوفي في 6 مايو 2009 في هونولولو في الولايات المتحدة.